# Лотос
Ло́тос (лат. Nelúmbo) — род двудольных растений, единственный представитель семейства Лотосовые (лат. Nelumbonaceae).

## Ботаническое описание
Лотос относится к виду водных многолетних травянистых растений, корневище которых вырастает до высоты 150 сантиметров и в длину распространяется на 3 метра. Стебель округлый, длиной 60-90 сантиметров, голый, сизый, темно-зеленый, покрыт сетью микроскопических волосинок; черешки длинные, возвышаются над водой. Листья подводные, плавающие и надводные. Цветок одиночный, до 24 сантиметров в диаметре; чашелистики эллиптические или яйцевидные, размеры 1,5-5×1-3,5 сантиметров, вогнутые, зеленые или розовато-зеленые. Лепестки эллиптические, 4-15×2-8 сантиметров, вогнутые, цвет зависит от вида. Тычинки многочисленные.
Плод — орехоподобное семя, продолговато-яйцевидной формы.

## Виды

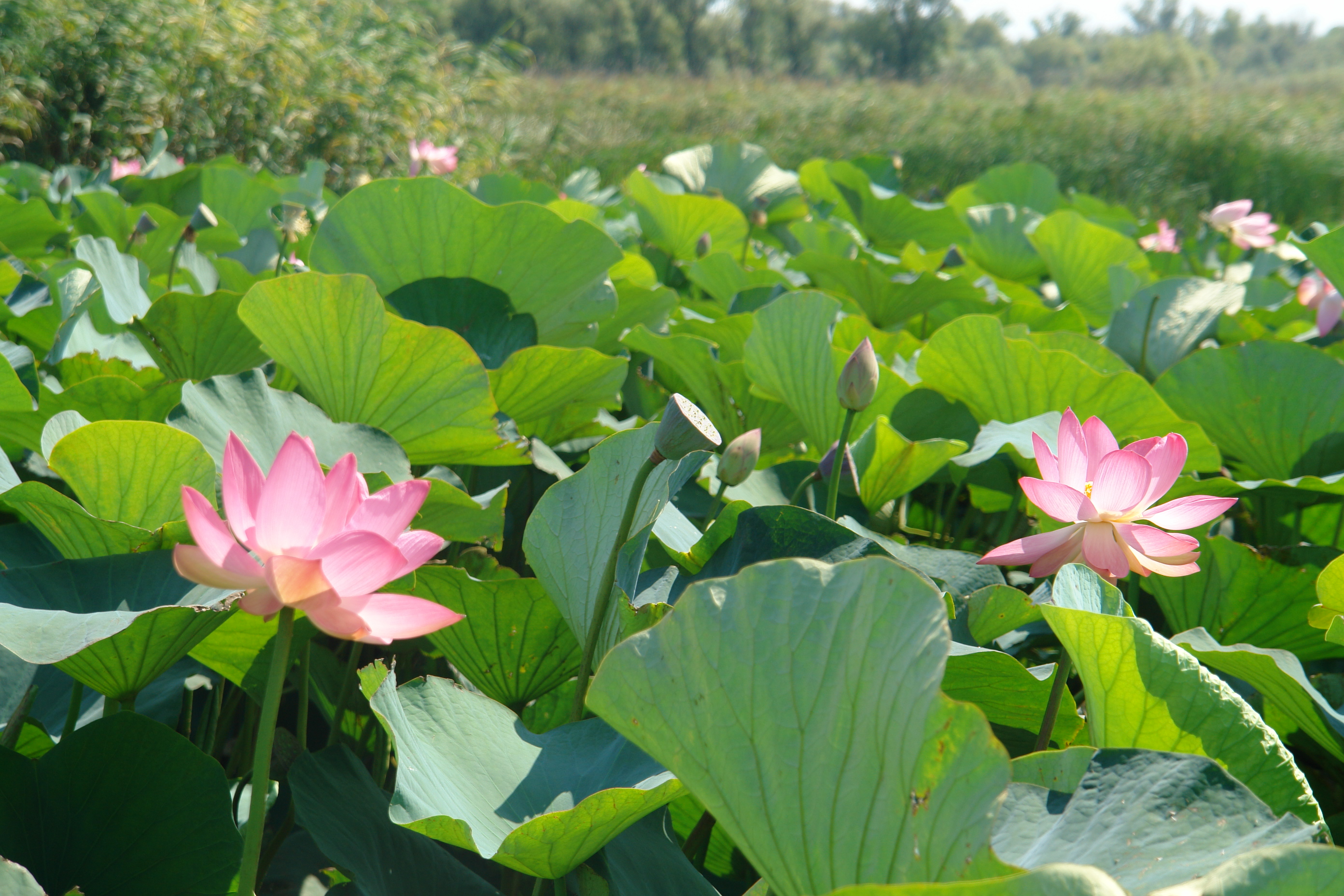
Долина лотосов (Краснодарский край)

По информации базы данных The Plant List (на июль 2016), род включает два вида:
- Nelumbo nucifera Gaertn. (1788) — Лотос орехоносный
- Nelumbo lutea Pers. (1807) — Лотос жёлтый, или Лотос американский
- Nelumbo caspica Fish. (1831) - Лотос каспийский или Лотос индийский

## Лотос в культуре
Под этим именем (др.-греч. λωτός) у древних греков были известны разные растения, плоды которых употреблялись в пищу; различали главным образом египетские (Nymphaea lotus с белыми цветами и лотос орехоносный с розовыми цветами) и кирейские (предположительно Ziziphus lotus) лотосы.
Лотос, упоминаемый Теофрастом, есть Ziziphus lotus L., кустарник из семейства Крушиновые (Rhamnaceae). В настоящее время это растение встречается в Южной Европе; родом оно из Северной Африки; плоды его — костянки величиной со сливу, очень вкусны; в древние времена они употреблялись народами Северной Африки в пищу; вероятно, лотофаги Гомера принадлежали к этим народам.
В Индии и Египте, а также и у Диоскорида лотосом назывались различные виды кувшинки (Nymphaea caerulea, N. lotus), а также лотос орехоносный (Nelumbo nucifera).
Этот священный в глазах туземцев цветок растёт в стоячих или медленно текущих водах Нила и Ганга и имеет ореховидные плоды, у древних называвшиеся египетским бобом, faba egyptiaca. Из семян и корневища добывается мука. N. speciosum дико растет в Средней и Южной Азии, в России около Астрахани (см. Астраханский заповедник), в Волгоградской области (Среднеахтубинский район, не доезжая посёлка Лебяжья поляна), Калмыкии, Краснодарском, Ставропольском (гора Бештау) и Хабаровском краях, Курской области (посёлок Маршала Жукова), Приморском крае, Белгородской области (посёлок Быковка).

## Символика лотоса в буддизме
В буддизме лотос служит традиционным символом чистоты и гармонии. Лотос рождается в мутной, болотной воде, однако появляется на свет незапятнанным и чистым. Подобно этому «существа, рождённые в одном из миров сансары, но искренне практикующие учение Будды, способны со временем избавиться от омрачений».

Как цветок лотоса, рожденный из грязи незапятнанным, так и здесь, он олицетворяет собой непривязанность к сансаре, хоть и пребывает в ней.

Изображение лотоса широко распространено в буддийском прикладном искусстве.
Его изображение также можно встретить на флаге республики Калмыкия, население которой является буддийским, а также в основании герба Монголии.

## Распространение
Лотос, преимущественно, растёт на территории Северной Африки,  Юго-Восточной Азии, Индостана, Китая, на островах от Китая до Северной Австралии.
В России много мест — побережье Каспийского моря, дельта Волги, Тамань. На Дальнем Востоке они растут в нижнем течении Амура — там они не выведенные, как на юге, а реликтовые.
Самым северным произрастанием лотоса считается территория Казахстана, а именно Прикаспийская низменность в дельте реки Кигач.

## Использование лотоса
- Из семян лотоса делают чётки.
- Корень лотоса Nelumbo nucifera употребляют в пищу в азиатской кухне, он считается деликатесом.
- Цветок лотоса изображён на флаге и гербе республики Калмыкия.
- Цветок лотоса изображён на печати административного района КНР Макао.
- Цветок лотоса изображён на фирменном поезде Москва-Астрахань
- Плодом лотоса часто пугают трипофобов